# Václava Korcová

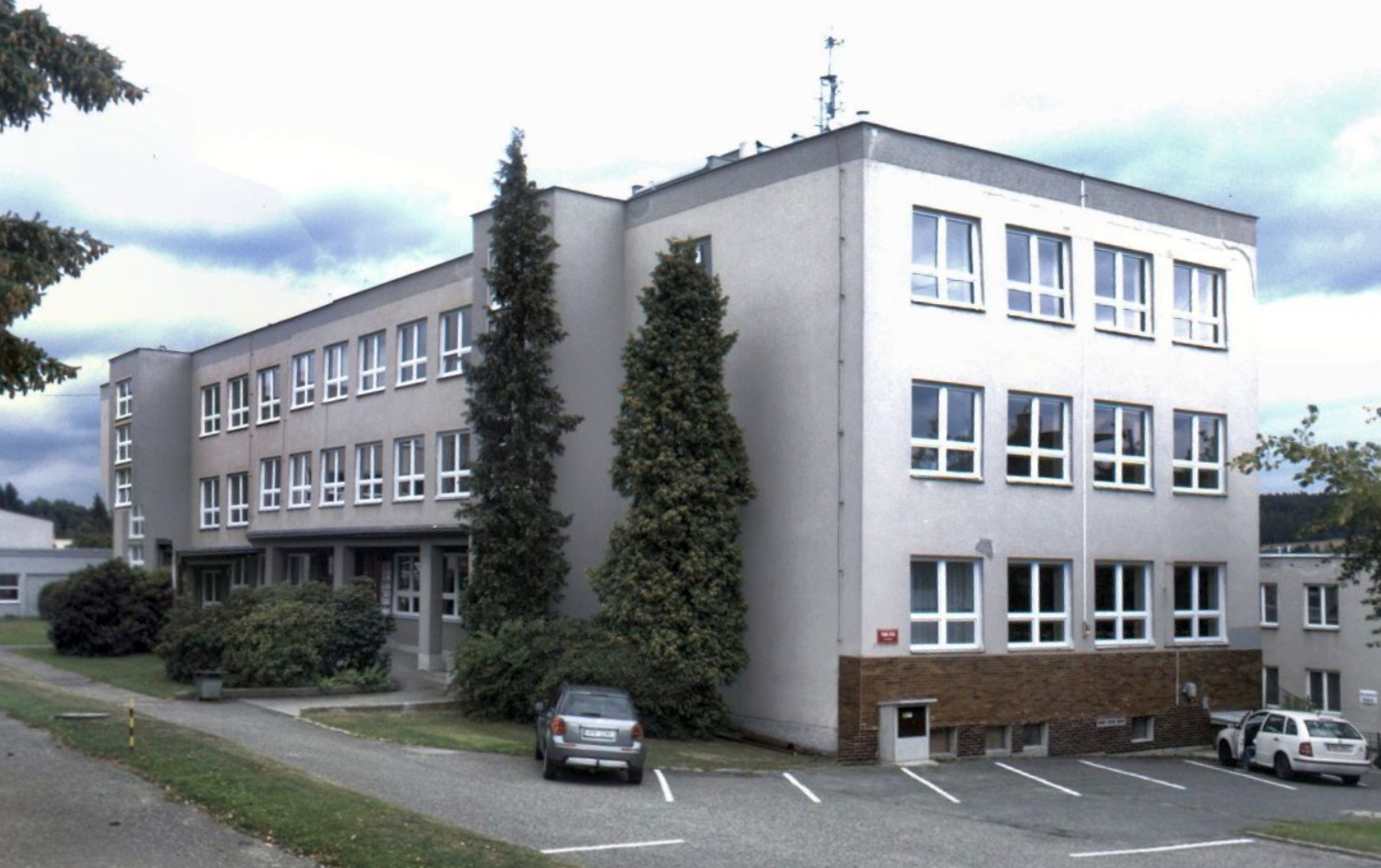
Budova Gymnázia Plasy (GP) v ulici Stará cesta

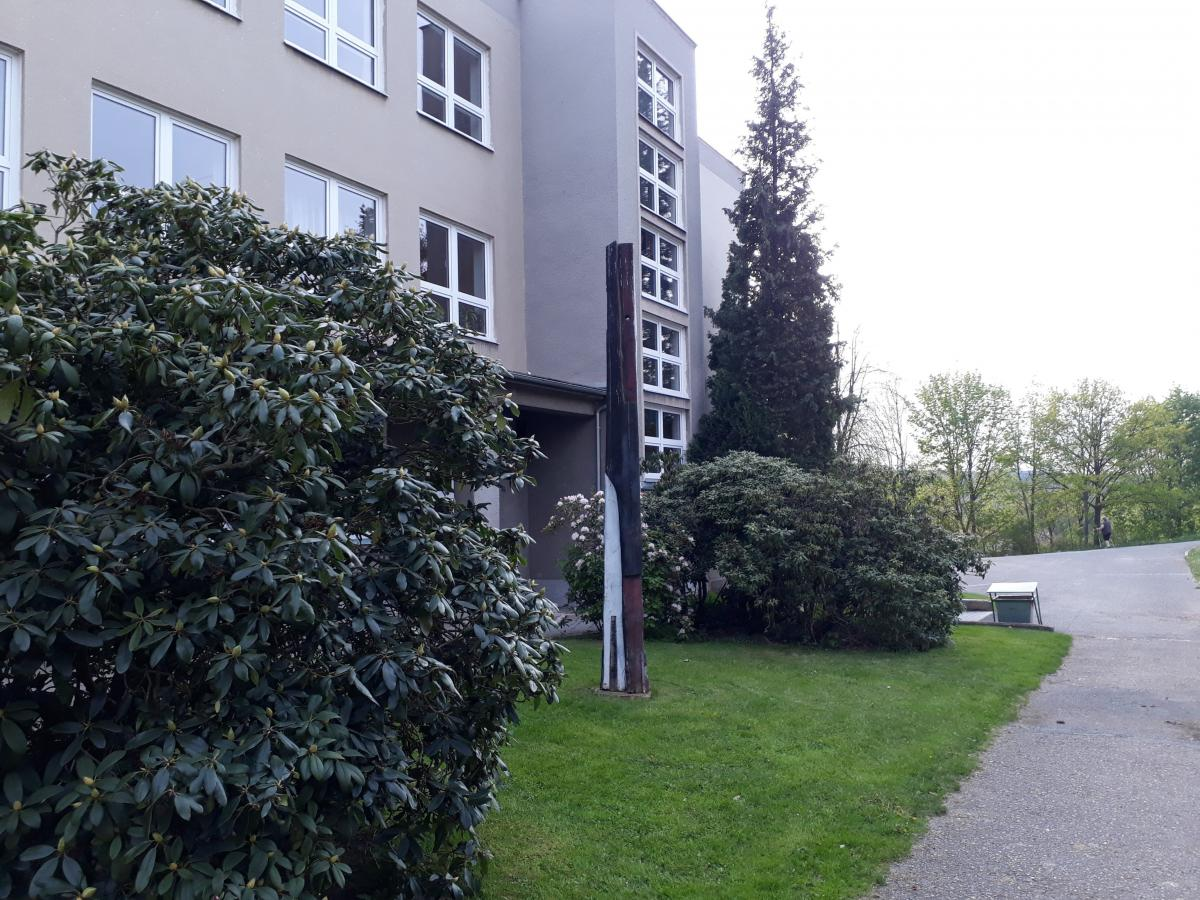
Dřevěný sloup u vchodu do budovy Gymnázia Plasy v ulici Stará cesta

Václava Korcová, roz. Urbanová (* 21. července 1967, Plzeň), je česká pedagožka, didaktička a metodička dějepisu, která se podílela na vzniku dějepisných učebnic, pracovních sešitů a metodických materiálů pro výuku historie na základních školách a víceletých gymnáziích.

## Život

### Rodinné zázemí, studia, zaměstnání
Pochází z učitelské rodiny z Plas na severním Plzeňsku, kde také žije a pracuje jako pedagožka plaské základní školy. V letech 1973 až 1981 absolvovala základní školu v Plasích a středoškolská studia na tamním gymnáziu v letech 1981 až 1985. Po maturitě na plaském gymnáziu pokračovala v letech 1985 až 1990 vysokoškolským studiem (obor dějepis a ruský jazyk) na Pedagogické fakultě v Plzni. Ještě během svých vysokoškolských studií učila v letech 1985 až 1986 na základní škole v Žihli. Po dokončení studia na vysoké škole v Plzni začala pracovat (od roku 1990) na Základní škole v Plasích a současně (v letech 2003 až 2010) vyučovala externě také na plaském gymnáziu.

### Dějepis 6
Jejím oborem se stala didaktika dějepisu. Podílí se na učebnicích, pracovních sešitech a metodických příručkách Dějepis 6 – 8. z produkce Nakladatelství Fraus.
Po roce 2000 se stala členkou autorského týmu Nakladatelství Fraus. Tento tým, vedený Mgr. Jiřím Linhartem, se zabýval tvorbou řady tzv. činnostních učebnic dějepisu. Tento tým vydal v roce 2007 učebnici Dějepis 6 (pro dějiny pravěku a starověku). V roce 2009 pak toto 1. vydání učebnice získalo (na knižním veletrhu ve Frankfurtu nad Mohanem) bronzovou medaili v soutěži o nejlepší vzdělávací materiál pro 2. stupeň základních škol v soutěži BESA (Best European Schoolbook Awards; česky: Ocenění za nejlepší evropskou učebnici).

### Dějepis 7, 8
Mezi léty 2007 až 2011 se Mgr. Václava Korcová spoluautorsky podílela na vzniku učebnic Dějepis 7 a Dějepis 8 (středověké a novověké dějiny) a pracovních sešitů a metodických příruček učitele pro 6. až 8. ročník. Od roku 2013 jsou tyto didaktické pomůcky a učebnice v upravované a doplňované podobě opětovně vydávány, aby sloužily žákům, studentům i jejich pedagogům.
V roce 2016 se podílela (jako jediná autorka z mimopražské školy) na publikaci s názvem Metodické komentáře a úlohy ke Standardům pro základní vzdělávání. Toto dílo vydal Národní ústav pro vzdělávání (NÚV) za redakce dr. Josefa Herinka.

### Další aktivity
Václava Korcová je činná v mnoha didakticko–metodických aktivitách. Jako lektorka spolupracuje s Národním institutem pro další vzdělávání, s Krajským centrem vzdělávání a Jazykovou školou (KCVJŠ) v Plzni či s Českou školní inspekcí. V roce 2008 pracovala jako lektorka Dalšího vzdělávání pedagogických pracovníků (DVPP) na Fakultě pedagogické Západočeské univerzity v Plzni.
Členkou Ústřední komise Dějepisné olympiády byla od roku 2007 a od roku 2011 vykonává funkci její předsedkyně. Spolupracuje s ministerstvem školství ČR; od roku 2013 působí v jeho pracovní skupině pro tvorbu Standardů pro základní vzdělávání v rámci vzdělávacího oboru dějepis.
Je spoluautorkou metodiky sjezdového a běžeckého lyžování. Tato metodika se zrodila v Krajském centru vzdělávání a Jazykové škole (KCJVŠ) v roce 2012.
Také přispívá na webový metodický portál www.rvp.cz; publikuje v Učitelských novinách a v místním Plaském zpravodaji.
V roce 2012 se v rámci projektů EU podílela na tvorbě brožur Moudrost hledej v přírodě a Naučná stezka Plasy.

## Publikační činnost (výběr)
- KORCOVÁ, Václava et al. Dějepis 7: příručka učitele: pro základní školy a víceletá gymnázia. 1. vydání Plzeň: Nakladatelství Fraus, 2009. 176 stran ISBN 978-80-7238-560-7.
- KORCOVÁ, Václava a kol. Dějepis 7: pro základní školy a víceletá gymnázia. 1. vydání Plzeň: Nakladatelství Fraus, 2009. 3 svazky ISBN 978-80-7238-558-4.
- KORCOVÁ, Václava et al. Dějepis 8: příručka učitele pro základní školy a víceletá gymnázia. 2., upravené vydání. Plzeň: Nakladatelství Fraus, 2017. 192 stran. ISBN 978-80-7489-303-2.
- KORCOVÁ, Václava et al. Dějepis 7: příručka učitele pro základní školy a víceletá gymnázia. 2., upravené vydání. Plzeň: Nakladatelství Fraus, 2018. 220 stran. ISBN 978-80-7489-302-5.
- BÁRTA, Milan a kolektiv (Ivan Bauer, Vladimíra Dvořáková, Jan Hálek, Jana Kohnová, Václava Korcová, Dušan Kováč, Stefan Porubský, Cyril Svoboda, Michaela Šojdrová, Miroslav Vaněk). Mezníky našich dějin: 1918-1968-1989. Vydání 1. Praha: Národní institut pro další vzdělávání, 2019. 71 stran. ISBN 978-80-7578-015-7.